# جف پلانکارت
جف پلانکارت (انگلیسی: Jef Planckaert; ۴ مهٔ ۱۹۳۴ – ۲۲ مهٔ ۲۰۰۷) دوچرخه‌سوار اهل بلژیک بود.